# 颱風 (電影)
《颱風》（英語：Typhoon）是一部1962年上映的臺灣電影，由潘壘執導、編劇，穆虹、唐菁、金石、唐寶雲、及羅宛琳主演，該電影改編潘壘同名的中篇小說。

## 劇情大綱
通緝犯高大豪計劃逃往阿里山避風頭，在臺北車站偶遇逃家少女小珊，兩人為掩護彼此，決定假扮父女同行。與此同時，學者何志平與妻子君麗長年駐守阿里山測候站，枯燥的生活讓君麗只能以酒麻痺內心的孤寂，面對埋首研究的丈夫，她早已感到厭倦。
大豪與小珊的到來無意間打破了這片沉寂。小珊將君麗視作母親般依戀，而孤獨的君麗則逐漸被粗獷不羈的大豪吸引。另一方面，大豪在山中邂逅純真少女阿紅，這段相遇使他開始思索自己的過去與未來。隨著彼此情感的交錯糾纏，一場內心的風暴在這座高山之中悄然醞釀。

## 演員
- 穆虹（英语：Hong Mu） 飾 君麗
- 唐菁 飾 高大豪
- 金石 飾 何志平
- 唐寶雲 飾 阿紅
- 羅宛琳 飾 小姍
- 歐威 飾 何志雄
- 雷鳴
- 李琪
- 江繡雲
- 王俠
- 王丹
- 吳燕
- 左右
- 雪妮

## 製作

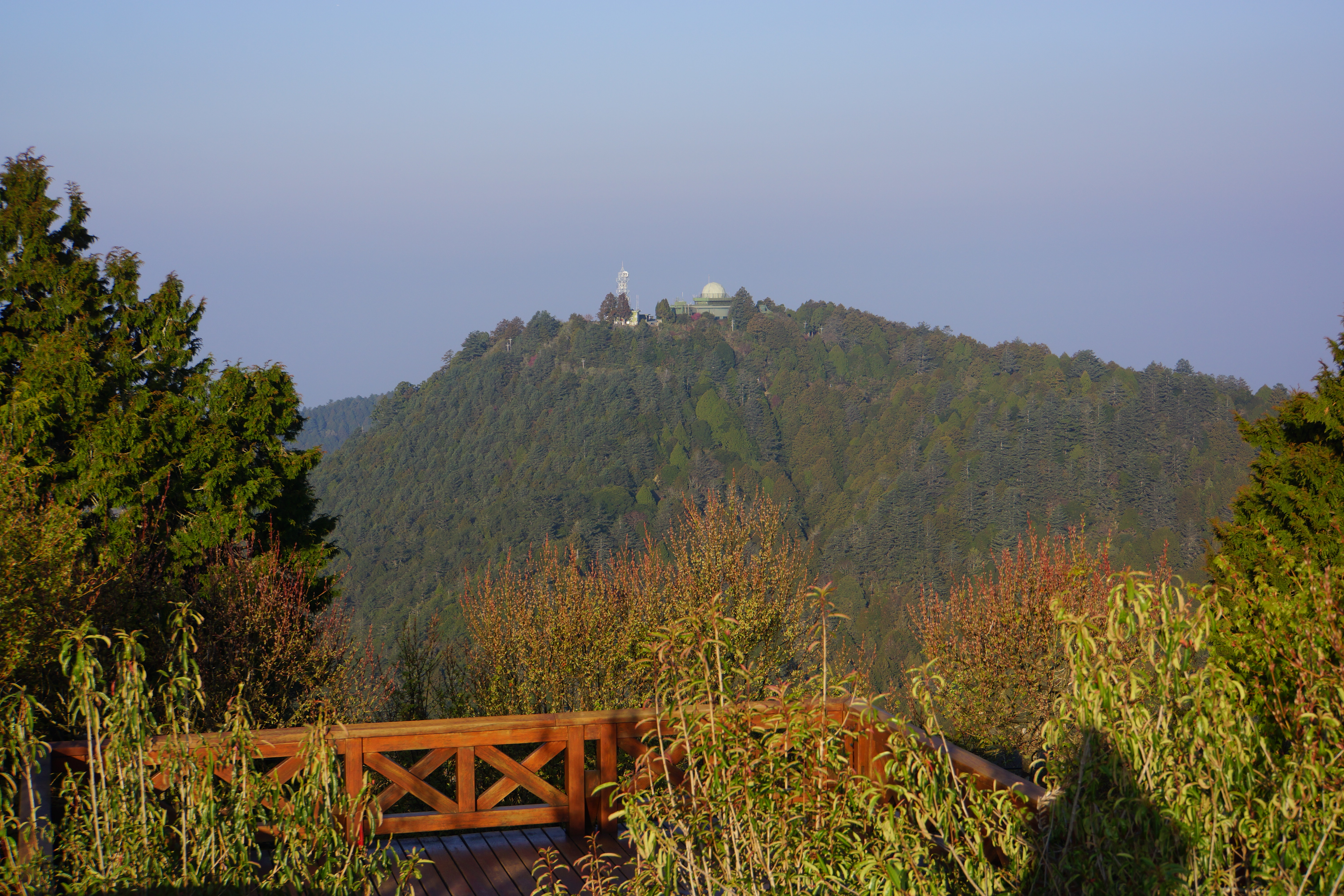
本片曾在阿里山地區及林業鐵路區域取景，圖為阿里山氣象站。

1950年代末，潘壘將自己的小說《血渡》改編為劇本，並在中央電影公司（中影）總經理李葉的推薦下加入中影擔任編劇。繼首部執導作品《合歡山上》後，1961年，中影決定繼《宜室宜家》後，籌拍一部新片參加1962年第九屆亚洲影展，中影內部決定選用潘壘撰寫的劇本《颱風》，經當時的製片委員會審查過後，將修改意見交予潘壘。《颱風》劇本改編自潘壘未發表的小說，在修改過程中，他和穆虹曾考慮尋求王引協助，穆虹將劇本寄予王引，劇本經王引從中影總經理李潔審閱後，確定拍攝，並將製作預算控制在新台幣五十萬元以內。
然而，1961年11月底，中影「製片促進監督小組」因劇情涉及少婦的情感掙扎與壯漢的闖入等因素，決定擱置拍攝。待製片委員會重審新的劇本。1962年1月，在中影董事長蔡孟堅的介入下，認為影片結局並未逾越道德界限，符合公司「低成本高品質」方針，因此同意開拍。
對於劇中女配角阿紅的人選，最初預定由文玲飾演，然而在製片廠堅持讓當年還沒沒無聞的新人唐寶雲在影片中露臉後，因而取代文玲飾演阿紅的角色。
《颱風》於1962年2月13日下午3時中影士林製片廠正式開鏡。原定出飾情婦的中影訓練班新人林璣因拒演吻戲，換由李琪上陣，此後電影在臺北車站、西門町圓環等各處拍攝外景。製片人王紹清和導演潘壘此期間籌備，將外景隊拉至阿里山拍攝深林實景拍攝。該電影最終於4月17日殺青，並在中影台中製片廠進行配音工作在4月25日前出片，代表臺灣參加第九屆亞洲影展。

### 製作團隊
- 導演：潘壘
- 編劇：潘壘
- 監製：黃衛民
- 策畫：鈕先銘
- 製片：王紹清
- 攝影：洪慶雲
- 助理：林鴻鐘
- 錄音：葉庭樾
- 音助：林丁貴
- 佈景：鄒志良
- 音樂：楊秉忠
- 燈光：曹小炳
- 燈助：周慶廳
- 洗印：涂秋林、周志學
- 剪接：陳洪民
- 照相：李季
- 劇務：胡家琛（王来）
- 場務：楊琪
- 場記：王宗全
- 服裝：康承祖
- 道具：林啟瑞
- 化裝：雷鳴

## 發行
《颱風》於1962年5月12日在亞洲影展舉行首映，穆虹與新星唐寶雲作為嘉賓前往韓國參加。隨後，電影於6月6日端午節檔期在臺北市七家戲院正式上映，並在當年國語片票房排行第十。
1990年代，《颱風》於曾以特別播映形式在香港電影資料館放映。2014年，潘壘出版包含《颱風》幕後製作的回憶錄，並在「潘壘影展」，播放35毫米膠卷《颱風》，然而因膠卷年代久遠，前30分鐘幾乎聽不到聲音，緊急處理後恢復正常。
2018年，國家電影及視聽文化中心將《颱風》納入臺灣電影數位修復計畫，並於同年完成的35毫米膠卷的數位修復。於2019年6月25日於臺北電影節首映。

## 榮譽
| 年份 | 獎項          | 類別           | 提名   | 結果 |
| ---- | ------------- | -------------- | ------ | ---- |
| 1962 | 第9屆亞洲影展 | 最佳女配角     | 唐寶雲 | 獲獎 |
| 1962 | 第9屆亞洲影展 | 最佳童星特別獎 | 羅宛琳 | 獲獎 |
| 1962 | 第1屆金馬獎   | 最佳女配角     | 唐寶雲 | 獲獎 |

## 外部連結
- 互联网电影数据库（IMDb）上《颱風》的资料（英文）
- 香港影庫上《颱風》的資料（繁體中文）